# Giancarlo Fisichella
Giancarlo Fisichella (14 de gener de 1973), també conegut com a Fisico o Fisi, és un expilot de Fórmula 1 italià. Actualment corre per l'equip Ferrari, si bé també ha conduït pels equips Sauber, Jordan Grand Prix, Benetton, Minardi, Renault F1 i Force India.
Va aconseguir la seva primera victòria al caòtic Gran Premi del Brasil del 2003, en una decisió que es va prendre una setmana després de l'esdeveniment. Quan es va unir a l'equip Renault, es va veure eclipsat pel campió del món Fernando Alonso, però se les va apanyar per aconseguir dues victòries més per al seu palmarès.
El desembre de 2007, va acabar contracte amb l'escuderia francesa i, tot i que es va rumorejar sobre la seva possible retirada, va acabar fixant per l'equip Force India - Ferrari, un equip poc competitiu, tot i així va fer un inici de la temporada 2008 força bo i la temporada següent arribà a fer un podi al Gran Premi de Bèlgica del 2009.
Durant la temporada 2009, malgrat seguir sent pilot de Force India, fou fitxat per la prestigiosa Scuderia Ferrari per substituir Luca Badoer pel que quedava de temporada a causa del fet que aquest no complí les expectatives quan fou nomenat pilot Ferrari en substitució alhora del lesionat pilot titular Felipe Massa.
També té el seu propi equip de GP2, el FMS International, encapçalat pel pilot anglès Adam Carroll.